# Августо де Лука
Августо де Лука (італ. Augusto De Luca, 1 липня 1955, Неаполь, Італія) — італійський фотограф, який працює на межі між традиційною фотографією, особливо портретною, та фотографічним експериментом. Його фотографії поєднують нереальні та побутові елементи. У своїх роботах він запропонував нове бачення ідеї вічного міста — Рима.

## Біографія
Після закінчення середньої школи Августо де Лука вступив до університету де здобув юридичну освіту. Однак у середині 70-х років його аматорське захоплення фотографією переросло в професійну діяльність. Він пройшов через багато жанрів фотографії та використовував різні матеріали намагаючись покращити свої світлини.
Оскільки Де Лука викладав фотографію в «Клубі Монтекіторіо» італійського парламенту, то в 1995 році у його виставці взяли участь Карло Адзеліо Чампі (10-й президент Італії), Нільде Іотті (президент Палати депутатів) та Джорджо Наполітано (11-й президент Італії).

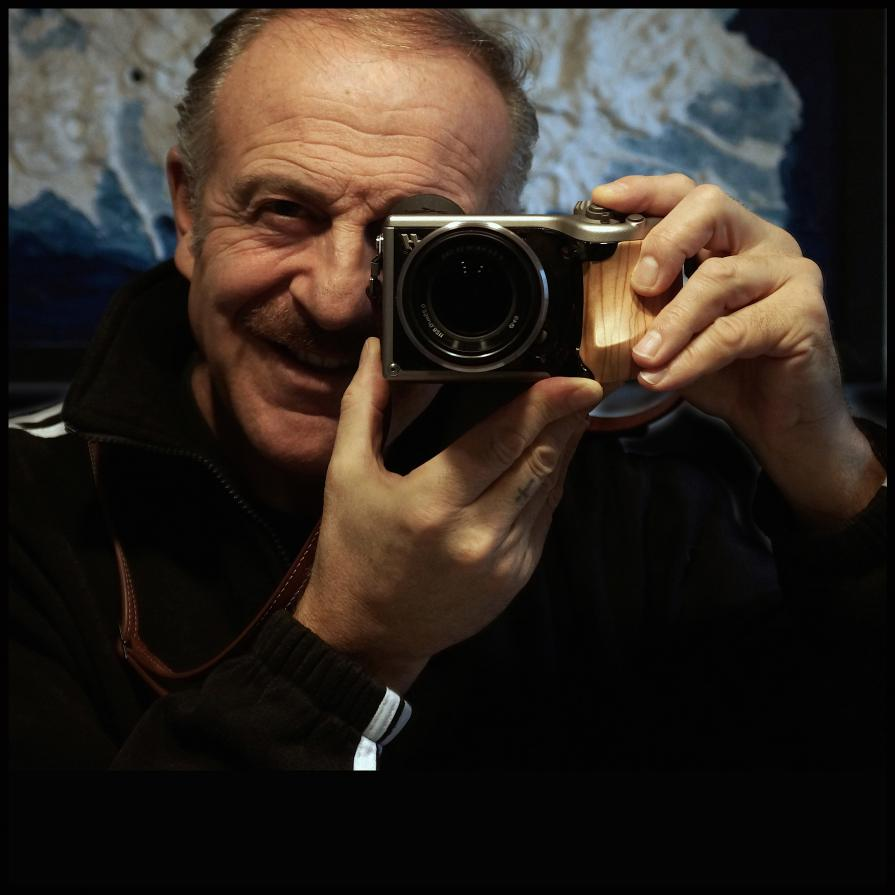
Августо де Лука. 2015

За фотокнигу «Наш Рим» (Roma Nostra) із світлинами Риму Августо де Лука разом з Енніо Моріконе був нагороджений премією «Місто Рим» (Città di Roma). Книжка була представлена 30 жовтня 1996 року на виставці фотографії в музеї Рима в палаці Браскі, яка була організована Муніципальним фотоархівом Рима та Палатою депутатів італійського парламенту.
Де Лука також активно працює у комерційному просторі. У 1996 році він одержав величезне замовлення від Telecom Italia на розробку спеціальної телефонної картки із зображенням Неаполя, тиражем 7 мільйонів примірників, та чотирьох телефонних карток із Парижем, Дубліном, Берліном та Брюсселем, тиражем 12 мільйонів примірників. Протягом своєї кар'єри він також створював обкладинки платівок, білборди та фотокниги.
Августо де Лука брав участь у багатьох виставках у Італії та за кордоном, а також у музеях та в деяких інституційних закладах. Його фотографії перебувають у різних колекціях, таких як Національна бібліотека Франції (Париж), Муніципальний фотоархів Рима, Міжнародна колекція поляроїдів (США), Китайська галерея естетичних мистецтв (Пекін)), Музей фотографії в Шарлеруа (Бельгія).
Після повернення з Рима до Неаполя в 2005 році, він зацікавився графіті.

## Основні фотовиставки
- 1981 : Італійський інститут культури — Нью-Йорк, США
- 1982 : Arteder '82 — Більбао, Іспанія
- 1982 : Galerie Fotografia Oltre — К'яссо, Швейцарія
- 1982 : Громадянська галерея — Модена, Італія
- 1983 : Італійське культурне товариство — Сакраменто, Каліфорнія, США
- 1983 : Міжнародні дні фотографії — Монпельє, Франція
- 1983 : Галерея «Діафрагма» (Diaframma) — Мілан, Італія

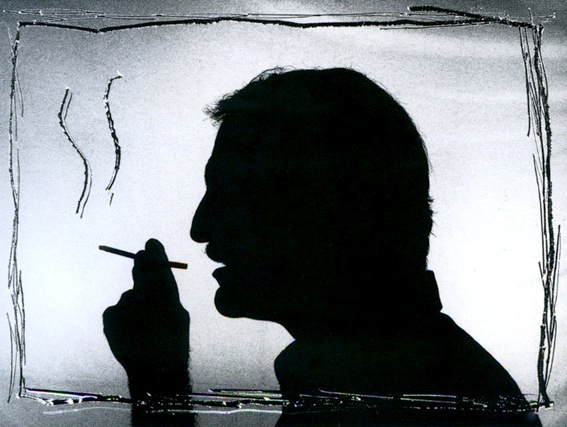
Августо де Лука. 2000

- 1983 : Галерея «Камера обскура» (Cámara Oscura) — Логроньо, Іспанія
- 1983 : Італійсько-американський музей — Сан-Франциско, Каліфорнія — США
- 1984 : Італійський інститут культури — Лілль, Франція
- 1984 : Фотографічне товариство Каталонії (Agrupación Fotográfica de Cataluña) — Барселона, Іспанія
- 1984 : Міжнародні зустрічі фотографії — Арль, Франція
- 1984 : Кафедра мистецтва Університету Теннессі — Чаттануга, штат Теннессі, США
- 1985 : Школа образотворчих мистецтв — Туркуен, Франція
- 1985 : Галерея True Dreams — Ліон, Франція
- 1985 : Форум-виставка «Місяць для фотографії» — Культурний центр Бонлі, Аннесі
- 1986 : Фестиваль аудіовізуальної анімації — Сен-Марселін (Ізер)
- 1986 : Музей сучасного мистецтва — Льєж, Бельгія
- 1987 : Музей принца Дієго Арагона Піньятеллі Кортеса (Museo Principe Diego Aragona Pignatelli Cortés) — Неаполь, Італія
- 1996 : Палата депутатів — Рим, Італія
- 1996 : Музей Рима — Рим, Італія

## Видані книги
- 1986 — Napoli Mia. Centro Il Diaframma / Canon Edizioni Editphoto Srl
- 1987 — Napoli Donna. Centro Il Diaframma / Canon Edizioni Editphoto Srl
- 1995 — Trentuno napoletani di fine secolo. Electa, Naples, ISBN 8843552066
- 1996 — Roma Nostra. Gangemi Editore, Rome, ISBN 978-88-7448-705-9 [3]
- 1997 — Napoli grande signora. Gangemi Editore, Rome, ISBN 978-88-7448-775-2
- 1998 — Il Palazzo di giustizia di Roma. Gangemi Editore, Rome, ISBN 978-88-492-0231-1
- 1998 — Firenze frammenti d'anima. Gangemi Editore, Rome, ISBN 978-88-7448-842-1
- 1999 — Bologna in particolare. Gangemi Editore, Rome, ISBN 978-88-7448-980-0
- 2000 — Milano senza tempo. Gangemi Editore, Rome, ISBN 978-88-492-0093-5
- 2001 — Torino in controluce. Gangemi Editore, Rome, ISBN 978-88-492-0211-3
- 2002 — Tra Milano e Bologna appunti di viaggio. Gangemi Editore, Rome, ISBN 978-88-7448-980-0
- 1992 — Swatch Collectors Book 1. Editore M. Item — Switzerland, ISBN 88-86079-01-X
- 1992 — Swatch Collectors Book 2. Editore M. Item — Switzerland, ISBN 88-86079-00-1

## Галерея
|     |
| Рим |

|                           |
| Площа плебісциту. Неаполь |

|           |
| Флоренція |

|       |
| .1987 |

|              |
| Карла Фраччі |

|         |
| Болонья |

|              |
| Карла Фраччі |

|                 |
| Ренато Карозоне |

|                 |
| Ліна Вертмюллер |